# Concours masculin de trampoline aux Jeux olympiques d'été de 2012
Pour un article plus général, voir Trampoline aux Jeux olympiques d'été de 2012.
Navigation
Pékin 2008 Rio de Janeiro 2016
La finale du concours individuel des hommes de trampoline des Jeux olympiques d'été de 2012 organisés à  Londres (Royaume-Uni), se déroule à la North Greenwich Arena le 3 août 2012.

## Médaillés
| Or        | Argent         | Bronze      |
| Dong Dong | Dmitry Ushakov | Lu Chunlong |

## Programme
Tous les temps sont en British Summer Time (UTC+1)
| Date                 | Temps   | Épreuve                 |
| -------------------- | ------- | ----------------------- |
| Vendredi 3 août 2012 | 14 h 00 | Qualification et finale |

## Résultats

### Finale
| Rang                                | Gymnaste         | Pays   | Difficulté | Exécution | Vol    | Pénalités | Total  | Notes |                                |           |       |        |        |        |  |        |  |
| ----------------------------------- | ---------------- | ------ | ---------- | --------- | ------ | --------- | ------ | ----- | ------------------------------ | --------- | ----- | ------ | ------ | ------ |  | ------ |  |
| Rang                                | Gymnaste         | Pays   | Difficulté | Exécution | Vol    | Pénalités | Total  | Notes | Médaille d'or, Jeux olympiques | Dong Dong | Chine | 17.800 | 27.100 | 18.090 |  | 62.990 |  |
| Médaille d'argent, Jeux olympiques  | Dmitri Ouchakov  | Russie | 17.100     | 26.524    | 18.145 |           | 61.769 |       |                                |           |       |        |        |        |  |        |  |
| Médaille de bronze, Jeux olympiques | Lu Chunlong      | Chine  | 17.100     | 25.849    | 18.370 |           | 61.319 |       |                                |           |       |        |        |        |  |        |  |
| 4                                   | Masaki Ito       | Japon  | 16.600     | 26.300    | 17.995 |           | 60.895 |       |                                |           |       |        |        |        |  |        |  |
| 5                                   | Yasuhiro Ueyama  | Japon  | 16.600     | 25.875    | 17.765 |           | 60.240 |       |                                |           |       |        |        |        |  |        |  |
| 6                                   | Nikita Fedorenko | Russie | 17.300     | 23.900    | 17.905 |           | 59.105 |       |                                |           |       |        |        |        |  |        |  |
| 7                                   | Grégoire Pennes  | France | 17.100     | 24.500    | 17.205 |           | 58.805 |       |                                |           |       |        |        |        |  |        |  |
| 8                                   | Jason Burnett    | Canada | 2.200      | 2.600     | 1.915  |           | 6.715  |       |                                |           |       |        |        |        |  |        |  |

### Qualifications
| Rang | Gymnaste          | Pays        | Libre  | Imposé | Pénalités | Total   | Notes |
| ---- | ----------------- | ----------- | ------ | ------ | --------- | ------- | ----- |
| 1    | Dong Dong         | Chine       | 51.160 | 61.735 |           | 112.895 | Q     |
| 2    | Dmitri Ouchakov   | Russie      | 50.705 | 61.900 |           | 112.605 | Q     |
| 3    | Lu Chunlong       | Chine       | 51.064 | 61.235 |           | 112.299 | Q     |
| 4    | Masaki Ito        | Japon       | 49.990 | 59.820 |           | 109.810 | Q     |
| 5    | Yasuhiro Ueyama   | Japon       | 49.554 | 60.255 |           | 109.809 | Q     |
| 6    | Jason Burnett     | Canada      | 49.670 | 59.395 |           | 109.065 | Q     |
| 7    | Grégoire Pennes   | France      | 49.770 | 57.769 |           | 107.539 | Q     |
| 8    | Nikita Fedorenko  | Russie      | 49.865 | 57.205 |           | 107.070 | Q     |
| 9    | Henrik Stehlik    | Allemagne   | 48.435 | 57.630 |           | 106.065 |       |
| 10   | Peter Jensen      | Danemark    | 48.915 | 55.780 |           | 104.695 |       |
| 11   | Flavio Cannone    | Italie      | 47.450 | 56.720 |           | 104.170 |       |
| 12   | Viachaslau Modzel | Biélorussie | 47.700 | 56.180 |           | 103.880 |       |
| 13   | Blake Gaudry      | Australie   | 49.260 | 34.995 |           | 84.255  |       |
| 14   | Yuriy Nikitin     | Ukraine     | 48.935 | 30.165 |           | 79.070  |       |
| 15   | Diogo Ganchinho   | Portugal    | 48.800 | 12.640 |           | 61.440  |       |
| 16   | Steven Gluckstein | États-Unis  | 48.855 | 12.165 |           | 61.020  |       |